# Krnov–Głuchołazy-vasútvonal
|        |                           | Olomouc felől (vorm. MSCB)                 |                                            |
|        | -0,779                    | Krnov korábban Jägerndorf                  | Krnov korábban Jägerndorf                  |
|        |                           | Opava východ felé (vorm. MSCB)             |                                            |
|        |                           | Głubczyce felé(vorm. MSCB)                 |                                            |
|        |                           | Krnov-Chomýž korábban Komeise              |                                            |
|        | 4,930                     | Krásné Loučky korábban Kohlbach            | Krásné Loučky korábban Kohlbach            |
|        | 7,073                     | Linhartovy korábban Geppersdorf            | Linhartovy korábban Geppersdorf            |
|        | 11,613                    | Město Albrechtice korábban Olbersdorf      | Město Albrechtice korábban Olbersdorf      |
|        | 15,261                    | Třemešná ve Slezsku korábban Röwersdorf    | Třemešná ve Slezsku korábban Röwersdorf    |
|        |                           | Osoblaha felé                              |                                            |
|        | 21,645                    | Jindřichov ve Slezsku korábban Hennersdorf | Jindřichov ve Slezsku korábban Hennersdorf |
|        | \| 25,694 \| \| 11,225 \| | Csehország–Lengyelország országhatár       | Csehország–Lengyelország országhatár       |
|        | 8,256                     | Pokrzywna korábban Wildgrund               | Pokrzywna korábban Wildgrund               |
|        |                           | Hanušovice és Głuchołazy Zdrój felől       |                                            |
|        | 0,000                     | Głuchołazy korábban Ziegenhals Hbf         | Głuchołazy korábban Ziegenhals Hbf         |
|        |                           | Nowy Świętów felé                          |                                            |
| 25,694 |                           |                                            |                                            |
| 11,225 |                           |                                            |                                            |

| 25,694 |
| 11,225 |

A Krnov–Głuchołazy-vasútvonal egy vasúti fő- és mellékvonal Csehországban és Lengyelországban, melyet eredetileg a Mährisch-Schlesische Centralbahn (MSCB) épített és üzemeltetett. A vonal északi irányba vezet párhuzamosan a cseh-lengyel határral Krnovtól (Jägerndorf) Głuchołazyig (Ziegenhals).

## Története
1870 április 21-én az MSCB koncessziót kapott egy vasútvonal megépítésére Olmütz-tól Jägerndorf-on át Landesgrenze-ig Leobschütz. A koncesszió része volt egy mellékvonal megépítése is, a pálya folytatása Olbersdorftól a porosz Neisse-on, Troppau-on, Römerstadt át Würbenthalig.
1872 október 1-jén a pálya Olmütz-Jägerndorf-Hennersdorf szakaszát ideiglenesen megnyitották a teherforgalomnak. Röviddel ezután, október 15-én megindult a személyforgalom is. A határon túli Hennersdorf–Ziegenhals szakaszt 1875 december 1-én helyezték üzembe.
1895 január 1-jén az MSCB államosították. A tulajdonos és az üzemeltető is a császári és Királyi Osztrák Államvasutak lett. A menetrend 1918-ban három pár személyvonatot tartalmazott Jägerndorf–Olmütz-ből Mährisch Schönberg viszonylatban, melyek még ma is járnak Ziegenhalsból Freiwaldau és Hannsdorf irányába.
Az első világháború után a vonal az újonnan megalapított Csehszlovák Államvasutakkoz (ČSD) került.
A Szudétavidék 1938 őszi német annexiója után a vonal a Német Birodalmi Vasút birtokába került. A birodalmi menetrendben "151 menetrendi szakasz"  Brieg–Neisse–Jägerndorf–Schönbrunn-Witkowitz néven szerepelt.
A második világháború után a csehszlovák vonalrész visszament a ČSD-hez, a maradék rész pedig a Lengyel Államvasutakhoz került (Polskie Koleje Państwowe, PKP). A határon átnyúló forgalom tovább nem folytatódott, ma a ČSD vonatok a Privilegierter Durchgangsverkehr keretében járnak Krnov-Jesenik és a lengyel területek viszonylatában. Mivel valamennyi vonat Głuchołazy-ban áll meg mozdonyváltásra és fordulásra, be és kilépő irányba sem szállítottak utasokat 2006-ig.
1993 január 1-jén a vonal és a járműállomány a megszűnő Csehszlovákiától az újonnan alapított Cseh vasutakhoz (ČD)került.
Ma lényegében csak személyforgalom van Jesenik irányába. A gyorsvonatok négyóránként járnak Ostrava-Svinov–Jesenik viszonylatában. A helyi forgalom csupán a Krnov és Jindřichov ve Slezsku közötti szakaszon működik sűrűbb ütemben, az átmenőforgalmat Jesenik felé ma csupán néhány vonat jelenti.

## Fordítás
- Ez a szócikk részben vagy egészben  a   Bahnstrecke Krnov–Głuchołazy című német Wikipédia-szócikk fordításán alapul.  Az eredeti cikk szerkesztőit annak laptörténete sorolja fel. Ez a jelzés csupán a megfogalmazás eredetét és a szerzői jogokat jelzi, nem szolgál a cikkben szereplő információk forrásmegjelöléseként.